# Savage Amusement Tour
Savage Amusement Tour es la décima gira de conciertos a nivel mundial realizada por la banda alemana de hard rock y heavy metal Scorpions, para promocionar al álbum Savage Amusement de 1988. Comenzó el 17 de abril de 1988 en el recinto Sport-an-Concert Complex de Leningrado en la Unión Soviética y culminó el 13 de agosto de 1989 en el Moscow Music Peace Festival de Moscú, también en la Unión Soviética.

## Antecedentes
Durante los preparativos de la gira se había considerado tocar en ocho ciudades de la Unión Soviética, sin embargo y por orden del régimen comunista de por aquel entonces, solo autorizaron presentarse en Leningrado. La euforia que provocó en sus fanáticos el anuncio sobre la primera visita de la banda a ese país, les permitió tocar por diez noches seguidas en la ciudad rusa, que los convirtió en la segunda agrupación de rock en presentarse en la URSS. En definitiva, sus diez conciertos por dicha ciudad convocó a 350 000 fanáticos soviéticos.
Un mes después, fueron parte de la gira Monsters of Rock '88 por los Estados Unidos junto a Van Halen, Metallica, Dokken y Kingdom Come. Dicho tour contó con 28 conciertos por 23 ciudades estadounidenses, que les permitió tocar ante 1,7 millones de personas en total. Desde el 9 de agosto comenzaron sus conciertos por los Estados Unidos y Canadá, que contó con Kingdom Come como teloneros hasta el 28 de septiembre. Mientras que desde el 30 de septiembre hasta el 29 de octubre fueron teloneados por Winger. El 29 de noviembre en Stuttgart iniciaron su primera parte por Europa con presentaciones en Alemania Occidental, Suiza, Países Bajos y Francia, donde los estadounidenses Cinderella fueron la banda de soporte. Su último concierto de 1988 se celebró el 22 de diciembre en París, Francia.
El 3 de enero de 1989 en Londres iniciaron su segunda visita a Europa, con presentaciones en doce países. Durante dichos conciertos fueron teloneados por Cinderella, Vixen y House of Lords. El último concierto de la gira se llevó a cabo en el Moscow Music Peace Festival de Moscú, donde compartieron escenario con Cinderella, Skid Row, Mötley Crüe, Ozzy Osbourne, Bon Jovi y Gorky Park, presentándose ante más de 260 000 personas.

## Grabaciones
Ciertos conciertos fueron grabados en algunos formatos de la época, pero solo se han publicado de manera no oficial o como bootlegs. Dentro de las oficiales se encuentra el videoclip de «Passion Rules the Game», que se grabó en una presentación en los Estados Unidos. De igual manera, durante los conciertos por Leningrado se grabó el VHS To Russia With Love and Others Savage Amusements publicado en 1989, en donde se muestra algunas canciones en vivo grabadas en dicha ciudad y la interacción entre la banda y los fanáticos soviéticos. Por último, su presentación en el festival Moscow Music Peace también se lanzó en VHS en 1989.

## Lista de canciones
A lo largo de la gira tocaron un solo listado de canciones, que de acuerdo al país donde tocaban incluían o excluían ciertas canciones. Durante la gira del Monsters of Rock por los Estados Unidos tocaban entre 14 y 15 canciones, mientras que en el resto de las presentaciones interpretaban entre 19 a 20 canciones por concierto. A continuación el listado de canciones dados en Tampa, Estados Unidos, y en Múnich, Alemania Occidental.
1. «Blackout»
2. «Big City Nights»
3. «Every Minute Every Day»
4. «Rhythm of Love»
5. «Bad Boys Running Wild»
6. «Make It Real»
7. «Coast to Coast»
8. «Still Loving You»
9. «Don't Stop at the Top»
10. «Can't Live Without You»
11. «Coming Home»
12. «The Zoo»
13. «No One Like You»
14. «Rock You Like a Hurricane»
15. «Dynamite»

1. «We Let it Rock... You Let it Roll»
2. «Blackout»
3. «Big City Nights»
4. «Rhythm of Love»
5. «Every Minute Every Day»
6. «Bad Boys Running Wild»
7. «Media Overkill»
8. «Make It Real»
9. «Coast to Coast»
10. «Holiday»
11. «Still Loving You»
12. «Don't Stop at the Top»
13. «Can't Live Without You»
14. «Drum Solo»
15. «Six String Sting»
16. «Coming Home»
17. «The Zoo»
18. «Rock You Like a Hurricane»
19. «No One Like You»
20. «Dynamite»

## Fechas

### Fechas de 1988
| Fecha            | País                | Ciudad             | Recinto/Festival                      | Notas                         |
| URSS             | URSS                | URSS               | URSS                                  | URSS                          |
| ---------------- | ------------------- | ------------------ | ------------------------------------- | ----------------------------- |
| 17 de abril      | Unión Soviética     | Leningrado         | Sport-an-Concert Complex              | teloneados por Gorky Park     |
| 18 de abril      | Unión Soviética     | Leningrado         | Sport-an-Concert Complex              | teloneados por Gorky Park     |
| 19 de abril      | Unión Soviética     | Leningrado         | Sport-an-Concert Complex              | teloneados por Gorky Park     |
| 20 de abril      | Unión Soviética     | Leningrado         | Sport-an-Concert Complex              | teloneados por Gorky Park     |
| 21 de abril      | Unión Soviética     | Leningrado         | Sport-an-Concert Complex              | teloneados por Gorky Park     |
| 22 de abril      | Unión Soviética     | Leningrado         | Sport-an-Concert Complex              | teloneados por Gorky Park     |
| 23 de abril      | Unión Soviética     | Leningrado         | Sport-an-Concert Complex              | teloneados por Gorky Park     |
| 24 de abril      | Unión Soviética     | Leningrado         | Sport-an-Concert Complex              | teloneados por Gorky Park     |
| 25 de abril      | Unión Soviética     | Leningrado         | Sport-an-Concert Complex              | teloneados por Gorky Park     |
| 26 de abril      | Unión Soviética     | Leningrado         | Sport-an-Concert Complex              | teloneados por Gorky Park     |
| Norteamérica     |                     |                    |                                       |                               |
| 27 de mayo       | Estados Unidos      | East Troy          | Alpine Valley Music Center            | Festival Monsters of Rock '88 |
| 28 de mayo       | Estados Unidos      | East Troy          | Alpine Valley Music Center            | Festival Monsters of Rock '88 |
| 29 de mayo       | Estados Unidos      | East Troy          | Alpine Valley Music Center            | Festival Monsters of Rock '88 |
| 4 de junio       | Estados Unidos      | Miami              | Miami Orange Bowl                     | Festival Monsters of Rock '88 |
| 5 de junio       | Estados Unidos      | Tampa              | Tampa Stadium                         | Festival Monsters of Rock '88 |
| 10 de junio      | Estados Unidos      | Washington D. C.   | RFK Stadium                           | Festival Monsters of Rock '88 |
| 11 de junio      | Estados Unidos      | Filadelfia         | John F. Kennedy Stadium               | Festival Monsters of Rock '88 |
| 12 de junio      | Estados Unidos      | Foxborough         | Foxboro Stadium                       | Festival Monsters of Rock '88 |
| 15 de junio      | Estados Unidos      | Pittsburgh         | Three Rivers Stadium                  | Festival Monsters of Rock '88 |
| 17 de junio      | Estados Unidos      | Pontiac            | Pontiac Silverdome                    | Festival Monsters of Rock '88 |
| 18 de junio      | Estados Unidos      | Pontiac            | Pontiac Silverdome                    | Festival Monsters of Rock '88 |
| 19 de junio      | Estados Unidos      | Búfalo             | Rich Stadium                          | Festival Monsters of Rock '88 |
| 22 de junio      | Estados Unidos      | Akron              | Rubber Bowl                           | Festival Monsters of Rock '88 |
| 23 de junio      | Estados Unidos      | Akron              | Rubber Bowl                           | Festival Monsters of Rock '88 |
| 25 de junio      | Estados Unidos      | Oxford             | Oxford Plains Speedway                | Festival Monsters of Rock '88 |
| 26 de junio      | Estados Unidos      | East Rutherford    | Giants Stadium                        | Festival Monsters of Rock '88 |
| 27 de junio      | Estados Unidos      | East Rutherford    | Giants Stadium                        | Festival Monsters of Rock '88 |
| 2 de julio       | Estados Unidos      | Houston            | Rice Stadium                          | Festival Monsters of Rock '88 |
| 3 de julio       | Estados Unidos      | Dallas             | Estadio Cotton Bowl                   | Festival Monsters of Rock '88 |
| 6 de julio       | Estados Unidos      | Indianápolis       | Hoosier Dome                          | Festival Monsters of Rock '88 |
| 9 de julio       | Estados Unidos      | Memphis            | Liberty Bowl Memorial Stadium         | Festival Monsters of Rock '88 |
| 10 de julio      | Estados Unidos      | Kansas City        | Arrowhead Stadium                     | Festival Monsters of Rock '88 |
| 13 de julio      | Estados Unidos      | Minneapolis        | Metrodome                             | Festival Monsters of Rock '88 |
| 16 de julio      | Estados Unidos      | San Francisco      | Candlestick Park                      | Festival Monsters of Rock '88 |
| 20 de julio      | Estados Unidos      | Spokane            | Joe Albi Stadium                      | Festival Monsters of Rock '88 |
| 23 de julio      | Estados Unidos      | Los Ángeles        | Memorial Coliseum                     | Festival Monsters of Rock '88 |
| 24 de julio      | Estados Unidos      | Seattle            | Kingdome                              | Festival Monsters of Rock '88 |
| 30 de julio      | Estados Unidos      | Denver             | Estadio Mile High                     | Festival Monsters of Rock '88 |
| Norteamérica II  |                     |                    |                                       |                               |
| 9 de agosto      | Estados Unidos      | Tucson             | Centro de Convenciones                | teloneados por Kingdom Come   |
| 11 de agosto     | Estados Unidos      | Las Vegas          | Thomas & Mack Center                  | teloneados por Kingdom Come   |
| 12 de agosto     | Estados Unidos      | Chandler           | Compton Terrace                       | teloneados por Kingdom Come   |
| 13 de agosto     | Estados Unidos      | El Paso            | El Paso County Coliseum               | teloneados por Kingdom Come   |
| 17 de agosto     | Estados Unidos      | Salt Lake City     | Salt Palace                           | teloneados por Kingdom Come   |
| 18 de agosto     | Canadá              | Calgary            | Olympic Saddledome                    | teloneados por Kingdom Come   |
| 21 de agosto     | Canadá              | Edmonton           | Northlands Coliseum                   | teloneados por Kingdom Come   |
| 24 de agosto     | Estados Unidos      | Bismarck           | Bismarck Civic Center                 | teloneados por Kingdom Come   |
| 26 de agosto     | Estados Unidos      | Green Bay          | Brown County Arena                    | teloneados por Kingdom Come   |
| 27 de agosto     | Estados Unidos      | East Troy          | Alpine Valley Music Theatre           | teloneados por Kingdom Come   |
| 28 de agosto     | Estados Unidos      | Charlevoix         | Castle Farms Music Theatre            | teloneados por Kingdom Come   |
| 30 de agosto     | Estados Unidos      | Landover           | Capital Centre                        | teloneados por Kingdom Come   |
| 31 de agosto     | Estados Unidos      | Hampton            | Hampton Coliseum                      | teloneados por Kingdom Come   |
| 2 de septiembre  | Estados Unidos      | Allentown          | Allentown Fairgrounds                 | teloneados por Kingdom Come   |
| 3 de septiembre  | Estados Unidos      | Rochester          | Community War Memorial                | teloneados por Kingdom Come   |
| 4 de septiembre  | Estados Unidos      | Glens Falls        | Glens Falls Civic Center              | teloneados por Kingdom Come   |
| 7 de septiembre  | Estados Unidos      | Binghamton         | Broome County Veterans Memorial Arena | teloneados por Kingdom Come   |
| 10 de septiembre | Estados Unidos      | Bristol            | Lake Compounce                        | teloneados por Kingdom Come   |
| 11 de septiembre | Estados Unidos      | Providence         | Providence Civic Center               | teloneados por Kingdom Come   |
| 13 de septiembre | Estados Unidos      | Worcester          | Centrum in Worcester                  | teloneados por Kingdom Come   |
| 16 de septiembre | Canadá              | Montreal           | Forum de Montreal                     | teloneados por Kingdom Come   |
| 17 de septiembre | Canadá              | Quebec             | Colisée de Québec                     | teloneados por Kingdom Come   |
| 19 de septiembre | Canadá              | Toronto            | Maple Leaf Gardens                    | teloneados por Kingdom Come   |
| 20 de septiembre | Canadá              | Winnipeg           | Winnipeg Arena                        | teloneados por Kingdom Come   |
| 21 de septiembre | Estados Unidos      | Dayton             | Hara Arena                            | teloneados por Kingdom Come   |
| 22 de septiembre | Estados Unidos      | Fort Wayne         | Memorial Coliseum                     | teloneados por Kingdom Come   |
| 23 de septiembre | Estados Unidos      | Auburn Hills       | The Palace                            | teloneados por Kingdom Come   |
| 25 de septiembre | Estados Unidos      | Richfield          | Coliseum at Richfield                 | teloneados por Kingdom Come   |
| 26 de septiembre | Estados Unidos      | Toledo             | Toledo Sports Arena                   | teloneados por Kingdom Come   |
| 28 de septiembre | Estados Unidos      | Rosemont           | Rosemont Horizon                      | teloneados por Kingdom Come   |
| 30 de septiembre | Estados Unidos      | Peoria             | Peoria Civic Center                   | teloneados por Winger         |
| 2 de octubre     | Estados Unidos      | Bloomington        | Met Center                            | teloneados por Winger         |
| 10 de octubre    | Estados Unidos      | Portland           | Veterans Memorial Coliseum            | teloneados por Winger         |
| 11 de octubre    | Estados Unidos      | Spokane            | Spokane Coliseum                      | teloneados por Winger         |
| 12 de octubre    | Estados Unidos      | San Francisco      | Cow Palace                            | teloneados por Winger         |
| 13 de octubre    | Estados Unidos      | San Francisco      | Cow Palace                            | teloneados por Winger         |
| 16 de octubre    | Estados Unidos      | Sacramento         | Cal Expo Amphitheatre                 | teloneados por Winger         |
| 19 de octubre    | Estados Unidos      | San Diego          | San Diego Sports Arena                | teloneados por Winger         |
| 22 de octubre    | Estados Unidos      | Irvine             | Irvine Meadows                        | teloneados por Winger         |
| 25 de octubre    | Estados Unidos      | Austin             | Frank Erwin Center                    | teloneados por Winger         |
| 26 de octubre    | Estados Unidos      | Houston            | The Summit                            | teloneados por Winger         |
| 27 de octubre    | Estados Unidos      | San Antonio        | San Antonio Event Center              | teloneados por Winger         |
| 29 de octubre    | Estados Unidos      | Dallas             | Coca-Cola Starplex                    | teloneados por Winger         |
| Europa           |                     |                    |                                       |                               |
| 29 de noviembre  | Alemania Occidental | Stuttgart          | Pabellón Hanns Martin Schleyer        | teloneados por Cinderella     |
| 1 de diciembre   | Países Bajos        | Arnhem             | Rijnhal                               | teloneados por Cinderella     |
| 3 de diciembre   | Alemania Occidental | Hamburgo           | Alsterdorfer Sporthalle               | teloneados por Cinderella     |
| 5 de diciembre   | Alemania Occidental | Hannover           | Stadionsporthalle                     | teloneados por Cinderella     |
| 7 de diciembre   | Suiza               | Zúrich             | Hallenstadion                         | teloneados por Cinderella     |
| 8 de diciembre   | Alemania Occidental | Eppelheim          | Rhein-Neckar-Halle                    | teloneados por Cinderella     |
| 9 de diciembre   | Alemania Occidental | Wurzburgo          | Carl-Diem-Halle                       | teloneados por Cinderella     |
| 11 de diciembre  | Alemania Occidental | Colonia            | Sporthalle                            | teloneados por Cinderella     |
| 12 de diciembre  | Alemania Occidental | Dortmund           | Westfalenhalle                        | teloneados por Cinderella     |
| 13 de diciembre  | Alemania Occidental | Bremen             | Stadthalle                            | teloneados por Cinderella     |
| 15 de diciembre  | Alemania Occidental | Sarrebruck         | Saarlandhalle                         | teloneados por Cinderella     |
| 17 de diciembre  | Suiza               | Zúrich             | Hallenstadion                         | teloneados por Cinderella     |
| 18 de diciembre  | Alemania Occidental | Múnich             | Olympiahalle                          | teloneados por Cinderella     |
| 19 de diciembre  | Alemania Occidental | Núremberg          | Frankenhalle                          | teloneados por Cinderella     |
| 20 de diciembre  | Alemania Occidental | Fráncfort del Meno | Festhalle                             | teloneados por Cinderella     |
| 21 de diciembre  | Alemania Occidental | Múnich             | Olympiahalle                          | teloneados por Cinderella     |
| 22 de diciembre  | Francia             | París              | Palais Omnisports de Paris-Bercy      | teloneados por Cinderella     |

### Fechas de 1989
| Fecha             | País                | Ciudad                | Recinto/Festival            | Notas                             |
| Europa II         | Europa II           | Europa II             | Europa II                   | Europa II                         |
| ----------------- | ------------------- | --------------------- | --------------------------- | --------------------------------- |
| 3 de enero        | Inglaterra          | Londres               | Wembley Arena               | teloneados por Cinderella         |
| 6 de enero        | Inglaterra          | Birmingham            | NEC Arena                   | teloneados por Cinderella         |
| 10 de enero       | Dinamarca           | Copenhague            | K.B. Hallen                 | teloneados por Cinderella y Vixen |
| 11 de enero       | Dinamarca           | Copenhague            | K.B. Hallen                 | teloneados por Cinderella y Vixen |
| 13 de enero       | Suecia              | Estocolmo             | Johanneshov Isstadion       | teloneados por Vixen              |
| 14 de enero       | Suecia              | Gotemburgo            | Scandinavium                | teloneados por Vixen              |
| 16 de enero       | Noruega             | Drammen               | Drammenshallen              | teloneados por Vixen              |
| 18 de enero       | Finlandia           | Helsinki              | Jäähalli                    | teloneados por Vixen              |
| 21 de enero       | Bélgica             | Bruselas              | Vorst Nationaal             | teloneados por Cinderella y Vixen |
| 22 de enero       | Alemania Occidental | Kassel                | Eissporthalle               | teloneados por Cinderella y Vixen |
| 23 de enero       | Alemania Occidental | Sarrebruck            | Saarlandhalle               | teloneados por Cinderella y Vixen |
| 25 de enero       | España              | Barcelona             | Palacio de los Deportes     | teloneados por Cinderella y Vixen |
| 26 de enero       | España              | Madrid                | Pabellón del Real Madrid    | teloneados por Cinderella y Vixen |
| 27 de enero       | España              | Madrid                | Pabellón del Real Madrid    | teloneados por Cinderella y Vixen |
| 29 de enero       | España              | San Sebastián         | Velódromo de Anoeta         | teloneados por Cinderella y Vixen |
| 31 de enero       | Francia             | Clermont-Ferrand      | Maison des Sports           | teloneados por Cinderella y Vixen |
| 1 de febrero      | Francia             | Annecy                | Parc des Expositions        | teloneados por Cinderella y Vixen |
| 2 de febrero      | Italia              | Milán                 | Palatrussardi               | teloneados por Cinderella y Vixen |
| 4 de febrero      | Francia             | Vitrolles             | Stadium de Vitrolles        | teloneados por Cinderella y Vixen |
| 5 de febrero      | Francia             | Toulouse              | Palais des Sports           | teloneados por Cinderella y Vixen |
| 6 de febrero      | Francia             | Lyon                  | Palais des Sports           | teloneados por Cinderella y Vixen |
| 8 de febrero      | Alemania Occidental | Offenburg             | Ortenauhalle                | teloneados por Cinderella y Vixen |
| 9 de febrero      | Alemania Occidental | Augsburgo             | Schwabenhalle               | teloneados por Cinderella y Vixen |
| 11 de febrero     | Alemania Occidental | Friedrichshafen       | Messehalle                  | teloneados por Cinderella y Vixen |
| 12 de febrero     | Suiza               | Lucerna               | Festhalle                   | teloneados por Cinderella y Vixen |
| 14 de febrero     | Alemania Occidental | Münster               | Halle Münsterland           | teloneados por Cinderella y Vixen |
| 16 de febrero     | Países Bajos        | Róterdam              | Ahoy Rotterdam              | teloneados por Cinderella y Vixen |
| 18 de febrero     | Inglaterra          | Londres               | Hammersmith Odeon           | teloneados por Vixen              |
| 19 de febrero     | Inglaterra          | Londres               | Hammersmith Odeon           | teloneados por Vixen              |
| 20 de febrero     | Inglaterra          | Londres               | Hammersmith Odeon           | teloneados por Vixen              |
| 22 de febrero     | Alemania Occidental | Ratisbona             | Donauhalle                  | teloneados por House of Lords     |
| 23 de febrero     | Alemania Occidental | Ratisbona             | Donauhalle                  | teloneados por House of Lords     |
| 24 de febrero     | Alemania Occidental | Ratisbona             | Donauhalle                  | teloneados por House of Lords     |
| 26 de febrero     | Alemania Occidental | Augsburgo             | Schwabenhalle               | teloneados por House of Lords     |
| 27 de febrero     | Alemania Occidental | Ravensburg            | Oberschwabenhalle           | teloneados por House of Lords     |
| 28 de febrero     | Alemania Occidental | Ludwigshafen am Rhein | Friedrich-Ebert-Halle       | teloneados por House of Lords     |
| 2 de marzo        | Alemania Occidental | Berlín                | Deutschlandhalle            | teloneados por House of Lords     |
| 4 de marzo        | Inglaterra          | Londres               | Hammersmith Odeon           | teloneados por House of Lords     |
| 6 de marzo        | Inglaterra          | Mánchester            | Manchester Apollo           | teloneados por House of Lords     |
| 7 de marzo        | Escocia             | Edimburgo             | Edinburgh Playhouse         | teloneados por House of Lords     |
| 8 de marzo        | Inglaterra          | Birmingham            | NEC Arena                   | teloneados por House of Lords     |
| URSS              |                     |                       |                             | teloneados por House of Lords     |
| 12 y 13 de agosto | Unión Soviética     | Moscú                 | Moscow Music Peace Festival |                                   |

## Músicos
- Klaus Meine: voz
- Rudolf Schenker: guitarra rítmica, guitarra líder y coros
- Matthias Jabs: guitarra líder, guitarra rítmica, coros y talk box
- Francis Buchholz: bajo y coros
- Herman Rarebell: batería